# Harmonie
Harmonie (アルモニ?,  Arumoni) è un film d'animazione giapponese prodotto dallo Ultra Super Pictures per il progetto Anime Mirai 2014. Con la regia di Yasuhiro Yoshiura, l'anime si inserisce nelle lista di titoli appositamente animati grazie ai fondi dell'Agenzia per gli Affari Culturali del governo giapponese e che prevedono di essere impiegati per l'allenamento di giovani animatori.

## Trama
La vita di Akio Honjō scorre tranquilla: non molto popolare, con una ristretta cerchia di amici dagli stessi interessi, le light novel e gli anime ed un talento particolare per la musica che gli permette di riprodurre ad orecchio ogni melodia appena ascoltata. Ha tuttavia una cotta per Juri Makina, ragazza carina e popolare della sua classe. Un giorno il telefono di lei suona in classe finendo per far conoscere a tutti una canzone che aveva registrato da bambina e che l'amica Mayumi aveva impostato per scherzo come suoneria.
Imbarazzata Juri cerca di dimenticare l'episodio, ma quando ascolta Akio provare sulle scale la sua canzone cambia idea e, ricevuti i complimenti del ragazzo per la composizione, gli lascia un lettore di musica con la registrazione.
A casa, Honjo ascolta la traccia e scopre che la compagna di classe l'ha registrata per iniziativa dello psicologo che l'aveva in cura. Nel sonno ha una visione: vede poi un ragazzo ed una ragazza-robot in un mondo fantastico.
Il giorno dopo racconta anche a Juri quanto ha visto e lei, come folgorata, gli confessa di aver avuto le stesse visioni da bambina, cosa che poi l'ha portata ad essere visitata e tenuta in cura da uno specialista.
Nonostante l'affiatamento tra  i due, quando è in presenza dei suoi amici popolari, Juri finge indifferenza verso Akio. Solo quando il ragazzo con cui esce, Goto, deride il ragazzo, Juri interviene e di fronte a tutti prende le sue difese.
Intanto lo stesso Akio si trova di fronte ad un bel cruccio: il sogno che ha avuto non era dovuto alla musica ma perché, addormentato, aveva ascoltato nel sonno la traccia due della registrazione:  quella in cui una Makina bambina spiegava la sua visione. Inoltre uno dei fogli rappresentanti il mondo onirico consegnatigli dalla ragazza ha finito per rovinarsi e Akio non sa come porvi rimedio. Infine decide di rifare il disegno daccapo e consegnare il tutto.
Il giorno dopo riconsegna i fogli, pronto a spiegarle lo sbaglio, ma lei con le lacrime agli occhi lo sorprende: “Io e te siamo uguali” gli dice.
E lui decide di rimanere in silenzio e, trovato un punto d'incontro con lei, lasciarsi immergere nel suo mondo tutto particolare.

## Personaggi
Akio Honjō (本城彰男?, Honjō Akio)
Doppiato da Yoshitsugu Matsuoka
Juri Makina (真境名?, Makina Juri)
Doppiata da Reina Ueda
Mayumi (マユミ?)
Doppiata da Manami Numakura
Ryōko (リョーコ?)
Doppiata da Yō Taichi
Yoshida (吉田?)
Doppiato da Kenta Matsumoto
Watanabe (渡辺?)
Doppiato da Ryō Iwasaki
 Gotō  (後藤?)
Doppiato da Makoto Furukawa